# Torneo di Wimbledon 1931
Il Torneo di Wimbledon 1931 è stata la 51ª edizione del Torneo di Wimbledon e terza prova stagionale dello Slam per il 1931.
Si è giocato sui campi in erba dell'All England Lawn Tennis and Croquet Club di Wimbledon a Londra in Gran Bretagna. 
Il torneo ha visto vincitore nel singolare maschile lo statunitense Sidney Wood
che ha sconfitto in finale il connazionale Frank Shields che si è ritirato.
Nel singolare femminile si è imposta la tedesca Cilly Aussem che ha battuto in finale in 2 set la connazionale Hilde Krahwinkel Sperling.
Nel doppio maschile hanno trionfato George Lott e John Van Ryn, 
il doppio femminile è stato vinto dalla coppia formata da Phyllis Mudford e Dorothy Barron e 
nel doppio misto hanno vinto Anna Harper con George Lott.

## Risultati

### Singolare maschile
Sidney Wood ha battuto in finale  Frank Shields per walkover

### Singolare femminile
Cilly Aussem ha battuto in finale  Hilde Krahwinkel Sperling con il punteggio di 6–2, 7–5

### Doppio maschile
George Lott /  John Van Ryn hanno battuto in finale  Henri Cochet /  Jacques Brugnon con il punteggio di 6–2, 10-8, 9-11, 3–6, 6–3

### Doppio femminile
Phyllis Mudford /  Dorothy Barron hanno battuto in finale  Doris Metaxa /  Josane Sigart con il punteggio di 3–6, 6–3, 6–4

### Doppio misto
Anna Harper /  George Lott hanno battuto in finale  Joan Ridley /  Ian Collins con il punteggio di 6–3, 1–6, 6–1